# Stephan Rothlin
Stephan Rothlin (* 1959 in Lachen (SZ)) ist ein Schweizer Wirtschaftsethiker, Jesuit und Dozent für Wirtschaftsethik an der UIBE (Universität für Außenwirtschaft und Handel) in Peking und an der Sankt-Josephs-Universität in Macau. Ebenda ist er auch Leiter des Macau Ricci Instituts. Als Wirtschaftsethiker ist Rothlin sowohl in Forschung und Lehre wie auch im Consulting tätig.

## Studium
Nach Besuch des Gymnasiums in Einsiedeln und Nuolen studierte Rothlin von 1979 bis 1981 an der Päpstlichen Universität Gregoriana in Rom und an der  Hochschule für Philosophie München Philosophie und Musik mit Schwergewicht Klavier an der Scuola di Musica Tommaso Ludovico da Victoria. Von 1984 bis 1987 studierte Rothlin in Paris, Soziologie, und Theologie am Centre Sèvres und Medizinethik am Centre Laennec. Von 1988 bis 1992 studierte Rothlin Wirtschaftswissenschaften, Philosophie und Wirtschaftsethik an der Universität Innsbruck und promovierte 1991 zum Thema Gerechtigkeit in Freiheit: Darstellung und kritische Würdigung des Begriffs der Gerechtigkeit im Denken von Friedrich August von Hayek.

## Beruflicher und wissenschaftlicher Einsatz
Von 1992 bis 1998 leitete Rothlin das Akademikerhaus in Zürich. Seit 1998 lebt und arbeitet er in Peking, Hong Kong und Macau, wo er zusammen mit Kollegen Vereine und Forschungszentren zur Förderung der Wirtschaftsethik gegründet hat.
Von 2004 bis 2013 war Rothlin Generalsekretär des CIBE (Center for International Business Ethics) an der University of International Business and Economy (UIBE) in Peking. 2013 hat er seine eigene Beratungsfirma Rothlin Ltd in Hong Kong und Peking gegründet, um Wirtschaftsethik im asiatischen Raum zu erforschen und die daraus gewonnenen Einsichten verbreiten zu können.
Seit 1999 hält Rothlin Gastvorlesungen an der University of Madras in Chennai (Indien), an der University of Texas at San Antonio, an der KEDGE Business School in Bordeaux, an der Insead Business School in Singapur, an der Katholischen Fu-Jen-Universität in Taipei und an zahlreichen chinesischen Universitäten (Renmin-Universität, Tsinghua-Universität, Universität Hongkong). Er wirkt als Forschungsmitarbeiter an der Universität Zürich und am CREMA (Center for Research in Economics) der Universität Basel.
Sein 2004 auf Chinesisch und Englisch erschienenes Buch „Becoming a top-notch player: 18 rules of international business ethics“ gibt einen Einblick in Fragestellungen der internationalen Wirtschaftsethik sowie der Arbeitsbedingungen und des Arbeitsrechts im chinesischen Kontext.
Er würdigt das kulturelle Erbe Asiens insbesondere die Weisheitstraditionen Chinas aus dem Kontext des Konfuzianismus, des Buddhismus, des Daoismus, des Islams und des Christentums für die Grundlegung der Wirtschaftsethik und ist gleichzeitig fest verwurzelt in der westlichen Philosophie und Sozialethik. Sein Engagement als Wirtschaftsethiker beschränkt sich nicht nur auf die Untersuchung Chinas, sondern analysiert auch die interkontinentalen Verflechtungen der Globalisierung. Stephan Rothlin ist davon überzeugt, dass China nicht nur ein grosses wirtschaftliches Potenzial hat, sondern auch eine treibende Kraft im Bereich der Ethik werden kann.
In der Schweiz wirkt Stephan Rothlin unter anderem mit regelmässigen, öffentlichen Vorträgen des 2008 gegründeten Ladanyi-Vereins für Wirtschaftsethik, der wirtschaftsethische Vorträge mit Fokus auf den asiatischen Raum veranstaltet.

## Schriften
- Stephan Rothlin mit Dennis McCann: International business ethics: focus on China, Springer, Heidelberg 2016, ISBN 978-3-662-47433-4.
- Stephan Rothlin mit Peter Achten: Pekinger Nachtgespräche: Gott und die Welt in China, Fromm Verlag, Beau Bassin 2018, ISBN 978-620-2-44057-8.
- Stephan Rothlin mit Parissa Haghirian (Hg.): Dimensions of Teaching Business Ethics in Asia, Springer, Berlin Heidelberg, 2013, ISBN 978-3-642-36021-3.
- Stephan Rothlin: Becoming a top-notch player: 18 rules of international business ethics, Renmin University Press, Peking 2004, ISBN 7-300-05326-2.
- Stephan Rothlin: Gerechtigkeit in Freiheit: Darstellung und kritische Würdigung des Begriffs der Gerechtigkeit im Denken von Friedrich August von Hayek,  Lang, Frankfurt am Main, Bern 1992, ISBN 3-631-44675-6.